# Pinacoteca de Mogi das Cruzes
A Pinacoteca de Mogi das Cruzes é um museu localizado na cidade de Mogi das Cruzes, no Estado de São Paulo (Brasil), que foi inaugurado em 24 de setembro de 2016. Destinado à exposição de obras de artes visuais - assinadas por artistas mogianos e convidados -, o espaço cultural é considerado o marco mais recente do município. Em exposição, são 161 obras de 128 artistas, sendo 50 delas pertencentes à prefeitura da cidade. Ainda em seu acervo, há 80 obras na reserva técnica. Além de uma sala destinada às obras provisórias e rotativas, o local conta com onze espaços de exposição, sendo um externo e dez internos.
Tendo em vista adquirir uma maior notabilidade das artes plásticas mogianas, a Pinacoteca de Mogi das Cruzes surge depois de diversos fóruns e debates com classe artística do segmento de artes visuais. A perspectiva é ampliar o tamanho do acervo do museu, uma vez que a Secretaria Municipal de Cultura está em busca de novas obras e artistas através de comodatos ou doações.
Aos visitantes da Pinacoteca está disponível um aplicativo de celular que possibilita a obtenção de informações sobre os artistas e suas obras. Contudo, o sistema abrange apenas parte dos trabalhos expostos.
Atualmente, o prédio também é sede da Secretaria Municipal de Cultura da cidade.

## História
A Pinacoteca de Mogi das Cruzes surgiu a partir de uma demanda da população por um centro cultural mais moderno e acessível e também pelos artistas da região que reivindicavam por locais adequados para a exposição de suas obras.
Após diálogos e fóruns com as classes artísticas do segmento de artes visuais, que ocorreram em 2013, a proposta foi aprovada. O investimento para a adaptação do imóvel foi de R$138.722,06.
A concretização do projeto iniciou-se em 2015, quando houve a transferência da Biblioteca Municipal Benedicto Sérvulo de Sant'Anna para o prédio do Centro Cultural. Além disso, a liberação de recursos do FID destinados às obras do prédio do Arquivo Histórico e do Museu Virtual também foi um fator que contribuiu para a criação da Pinacoteca de Mogi das Cruzes.
A escolha das obras foi realizada ao longo de diversos encontros com artistas mogianos. Em prol da valorização das artes visuais na cidade, os artistas aceitaram, a partir de doações ou comodatos, contribuir para o acervo do museu.
Além de enaltecer os artistas contemporâneos da região, a Pinacoteca homenageia artistas falecidos e os que ainda não são reconhecidos - mas que possuem trabalho forte.
Um dos principais temas que a Pinacoteca abriga em suas obras faz alusão a um dos principais eventos da cidade: Festa do Divino Espírito Santo. A festividade tem caráter principalmente religioso, gastronômico e cultural. Com duração de, aproximadamente, três semanas, obras da Pinacoteca relacionadas a festa são expostas, como as de Wilma Ramos, Wanda Barbieri, Ilda Veri Lopes, entre outros.
Outros eventos como o encontro de alguns artistas são projetos da Pinacoteca. O objetivo é a reunião dos autores para discussão de suas obras e a de outros artistas, com quem possuam familiaridade, a fim de promover uma maior interação entre eles e as obras.

## Arquitetura

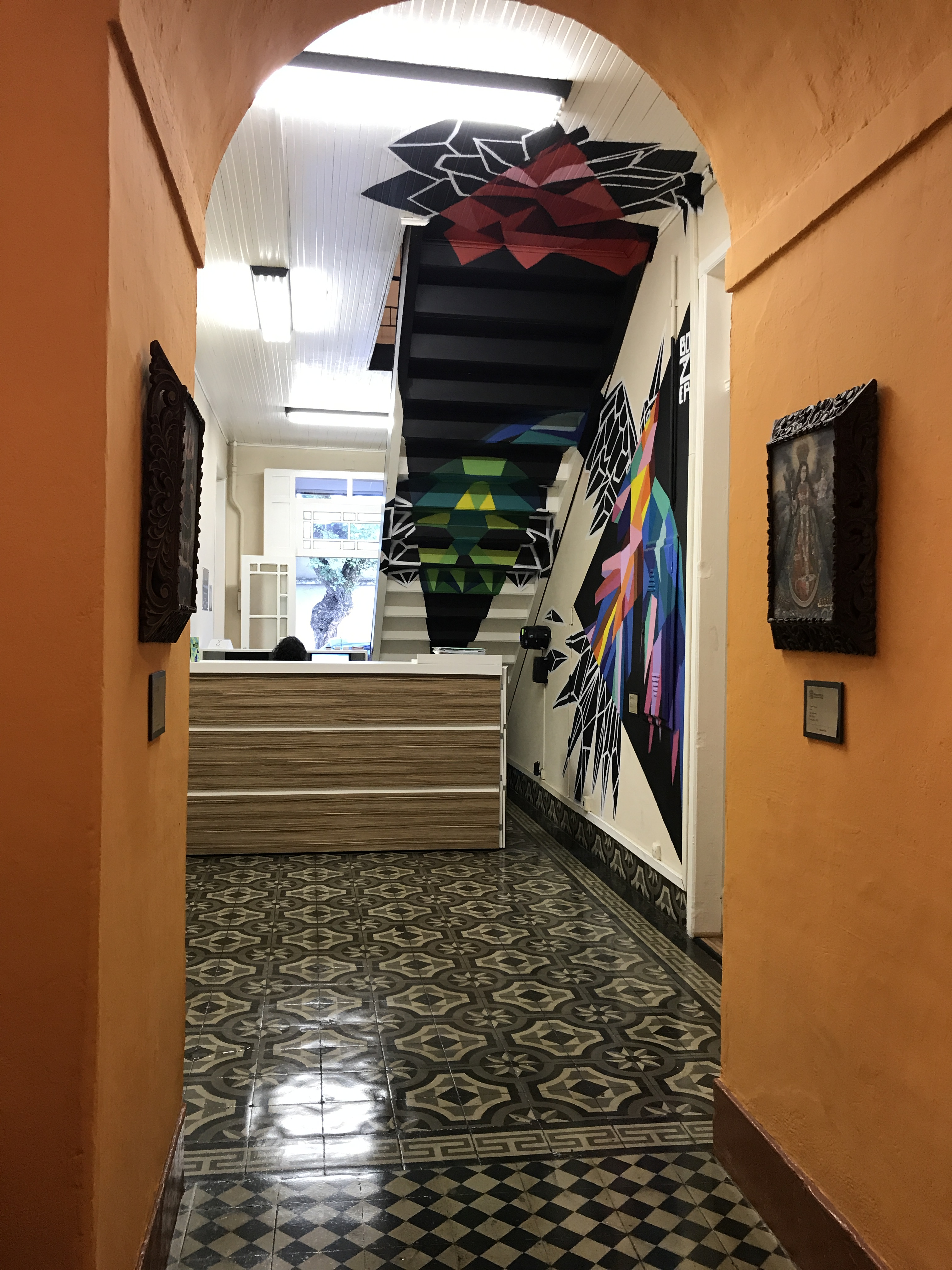
Abóboda característica da arquitetura neoclássica

O edifício da Pinacoteca foi construído em 1860 pelo construtor Veríssimo Afonso Fernandes. Durante sua história sediou a Câmera Municipal até 1929. Em seguida, o prédio abrigou a Escola Normal, o Ginásio do Estado, a Escola Técnica Industrial, o Arquivo Histórico ''Historiador Isaac Grienberg'' e a Biblioteca Pública Municipal ''Benedicto Sérvulo de Sant'Anna''. Atualmente, é também sede da Secretaria Municipal de Cultura.
Segundo o secretário da cultura, Mateus Sartori, o prédio foi escolhido por seus traços históricos, por sua localização no centro da cidade e por ter características arquitetônicas importantes para a Pinacoteca, como paredes largas que não agridem as obras. Edificado com base em aspectos e características neoclássicas, como o uso de materiais nobres para a construção (pedras, mármore, granito, madeiras), construção de cúpulas e abóbadas de berço, a arquitetura contrasta-se com a arte moderna - o grafite.
Foram implementadas melhorias em algumas áreas do museu, como a instalação de uma cadeira escalatória (equipamento italiano) que possibilita o acesso dos cadeirantes ao segundo pavimento, a troca de sistema de iluminação para led, a fim de não comprometer e danificar as obras, adequação dos sanitários, tratamento do piso de ladrilho hidráulico e do piso de madeira, revisão das calhas, telhados e rufos, pintura e instalação de balcão de atendimento, guarda-volumes, câmeras de segurança. Além disso, para que a arquitetura histórica do imóvel fosse valorizada também durante a noite, a fachada foi reformada com a instalação de um sistema de iluminação adequado.

## Grafite
Os grafites que decoram a Pinacoteca são umas das mais importantes obras do local. Como um grande memorial, nos desenhos e nas letras góticas estão os nomes de mais de setenta artistas, já falecidos, que compuseram a história artística de Mogi das Cruzes, entre eles:
- Chang Dai-Chein (1899 -1983) -  Considerado um dos maiores pintores chineses do século XX. Três décadas após a sua morte, vive, atualmente, um período de destaque no mercado das artes. Famoso por ludibriar renomados especialistas com as obras que forjava, a partir da emulação de técnicas e características de lenda da pintura tradicional chinesa, Dai-Chein viveu por quase duas décadas no município de Mogi das Cruzes.[9]
- Alfredo Volpi (1896 - 1988) - Característico por suas ilustrações de bandeirinhas e casarios, é conhecido por ser um dos principais pintores da segunda geração modernista do Brasil. O pintor ítalo-brasileiro sintoniza em suas obras a brasilidade e a universalidade, remetendo às artes de Tarsila do Amaral e de Rubem Valentim.[10][11]

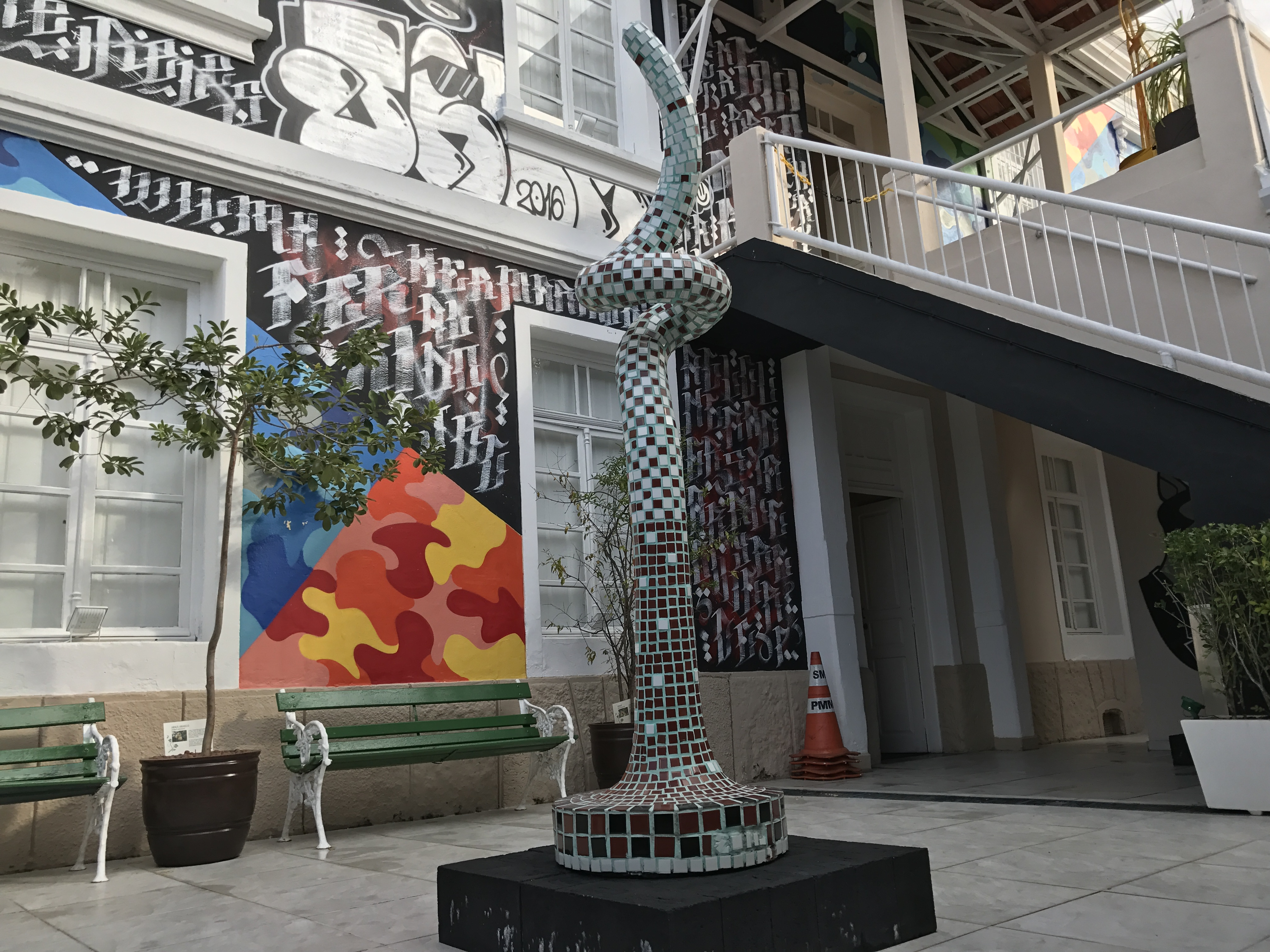
Grafites na área interna da Pinacoteca de Mogi das Cruzes

A proposta de contrastar a arte moderna com arquitetura clássica e homenagear os artistas que mogianos, além de funcionar como um grande memorial, é criar uma oportunidade de contemplação para os mais variados públicos, até mesmo aos pedestres e motoristas que transitam pela região.
Desde que os grafites foram feitos no prédio, polêmicas e discussões mobilizaram alguns ativistas. Estes defendem a preservação do patrimônio histórico municipal, alegando que as ilustrações descaracterizam o imóvel. Nas redes sociais o assunto, que é avaliado pelo CONDEPHAAT (Conselho de Defesa do Patrimônio Histórico Arqueológico, Artístico e Turístico), também está em relevância.
Funcionários públicos alegam que os grafites, além de terem sido realizados sem autorização, ainda são responsáveis por descaracterizar o prédio - que teve seu tombamento decidido em abril de 2016. Por isso, alguns desses ativistas ingressaram com ação no Conselho a fim de exigir providências do órgão.

Funcionários da Pinacoteca e da Secretaria de Cultura alegam que o projeto é uma porta de abertura para outros tipos de manifestações artísticas , defendendo o diálogo entre arte moderna e atual.

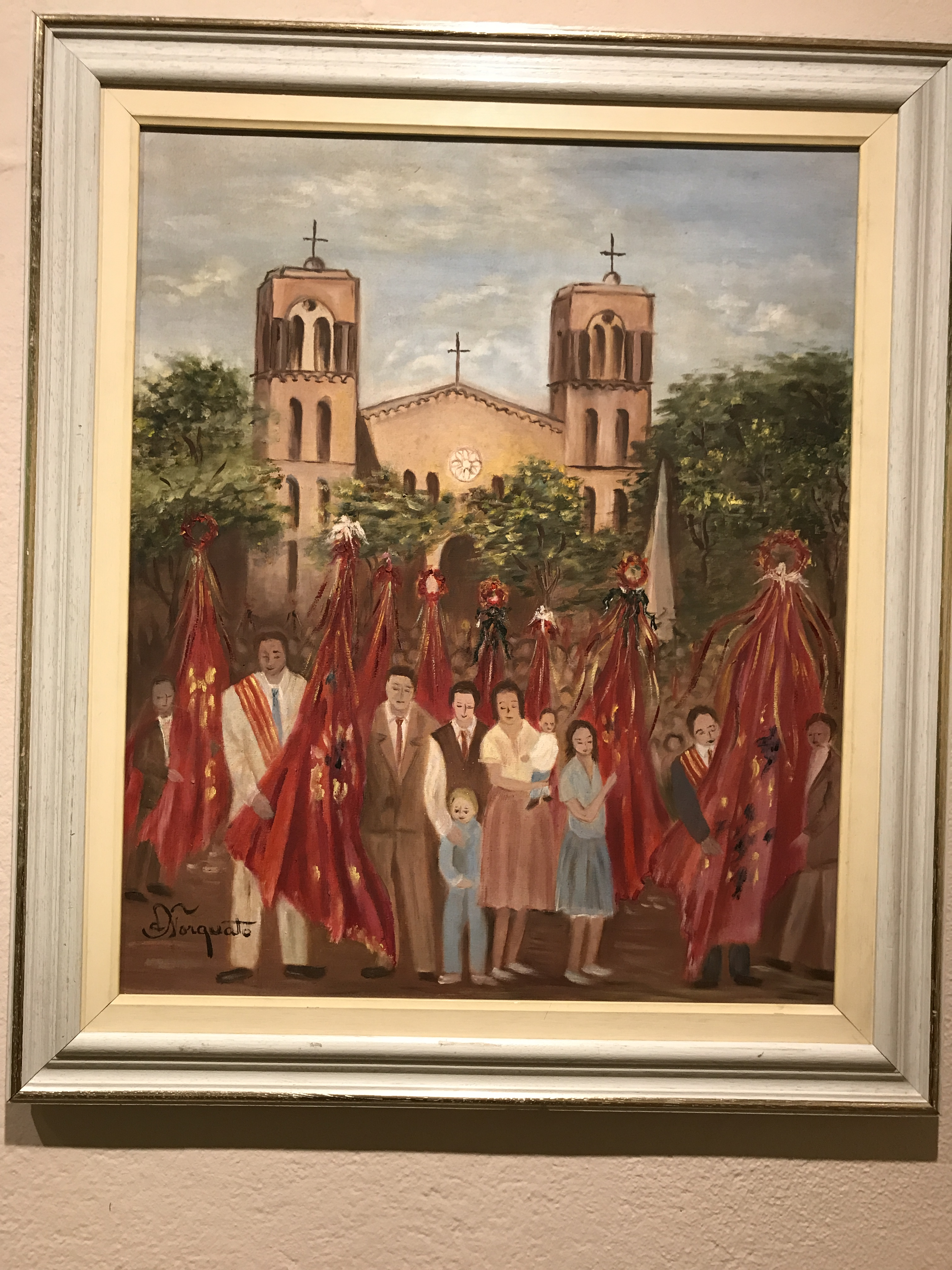
Obra que representa a Festa do Divino Espírito Santo

## Festa do Divino Espírito Santo
A Festa do Divino Espírito Santo é a comemoração da descida do Espírito Santo sobre os apóstolos de Cristo. A festa ocorre cinquenta dias após o Domingo de Páscoa, o que, no calendário católico, corresponde ao Pentecostes. A pomba branca, que representa o Divino Espírito Santo, é o principal símbolo da cerimônia.
A festa foi trazida para o Brasil pelos colonizadores europeus, durante o período colonial do país (século XVI). Por ser extremamente popular entre os portugueses da época, em 1822, José Bonifácio de Andrada e Silva escolheu para Dom Pedro I o título de imperador do Brasil, devido ao fato da população estar mais habituada ao termo imperador (do Divino) do que o termo ''rei''.
Em algumas cidades onde ocorrem a festa, o ápice da celebração é a coroação do imperador. Dependendo do local, os folguedos mais comuns são as congadas, os moçambiques e as cavalhadas. Danças como fandango, jongo e cururu também são características da comemoração.

Por ser tão popular na cidade de Mogi das Cruzes - assim como é em Pirenópolis (GO), Paraty (RJ), Tietê (SP) e São Luís do Paraitinga (SP) - muitas obras de artistas mogianos fazem alusão à comemoração. Por esse fato, durante a festa, grande parte do acervo na Pinacoteca (a qual abriga essas obras), é exposta na comemoração. 

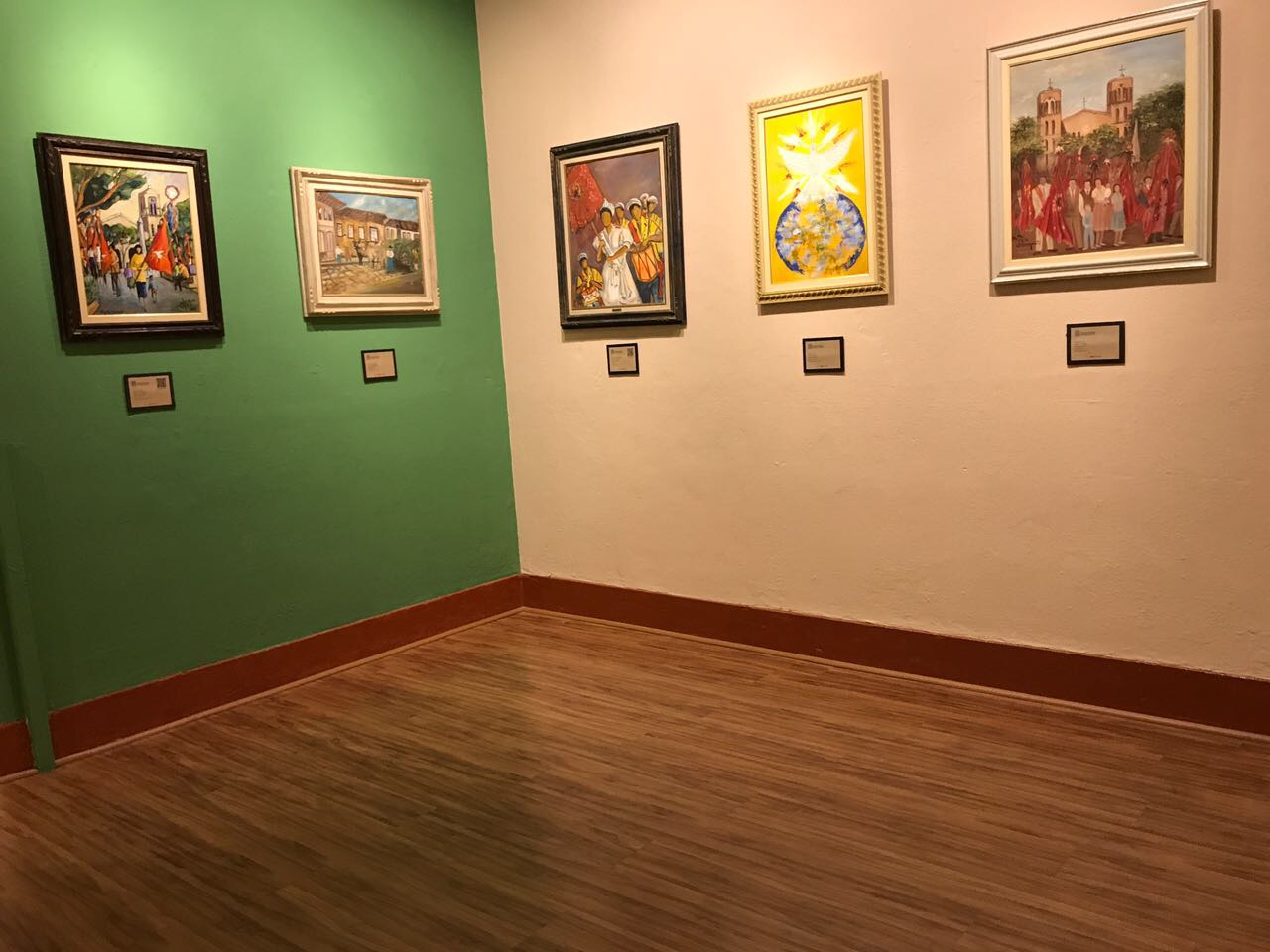
Sala da Pinacoteca de Mogi das Cruzes destinada às obras que fazem alusão à Festa do Divino Espírito Santo

O intuito de expor as obras que representam a Festa do Divino, além de contribuir com a execução da festa, é valorizar os artistas mogianos que contribuíram e contribuem par as artes visuais da cidade.

## Galeria

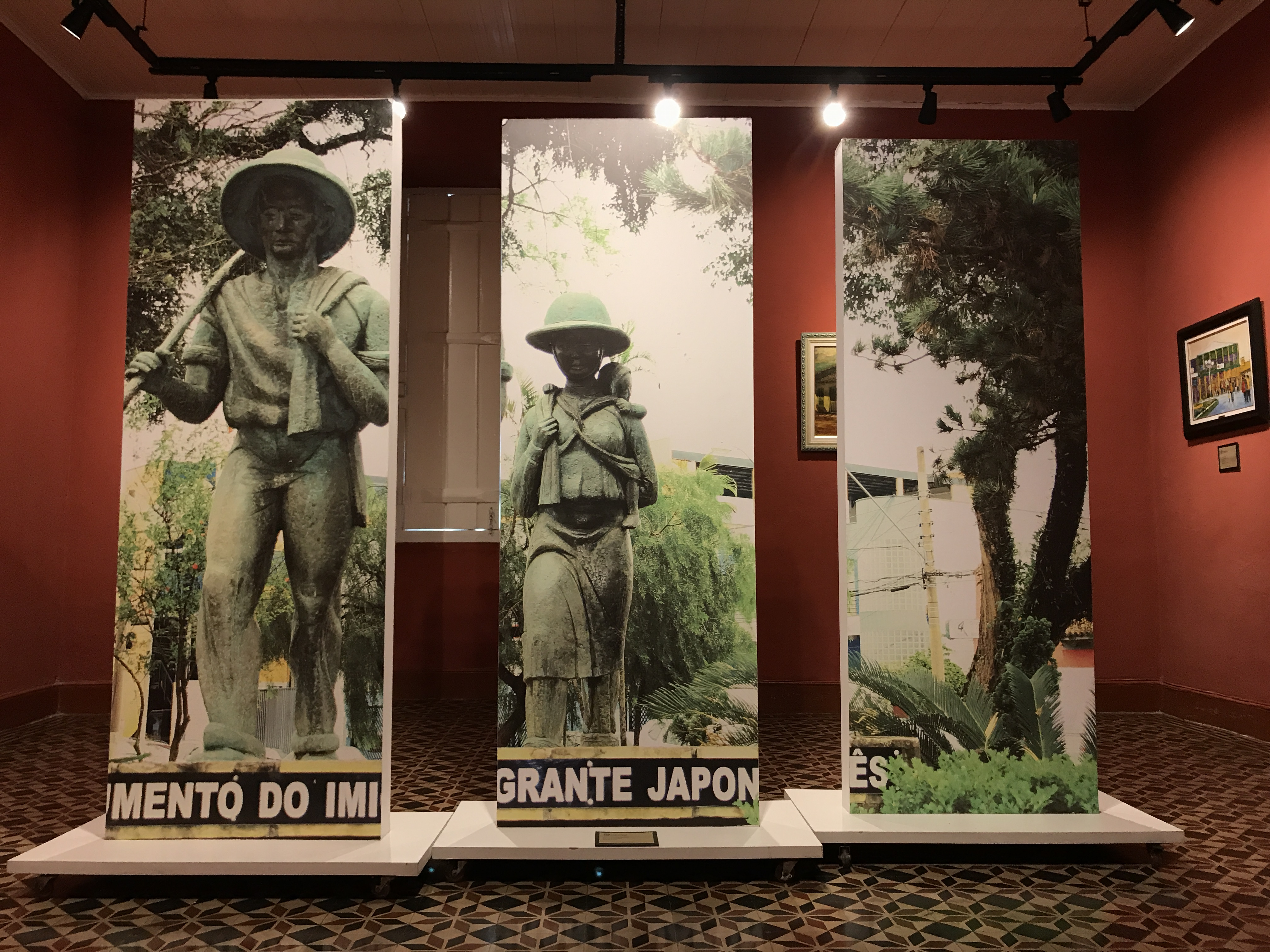
Imigração Japonesa na cidade de Mogi das Cruzes
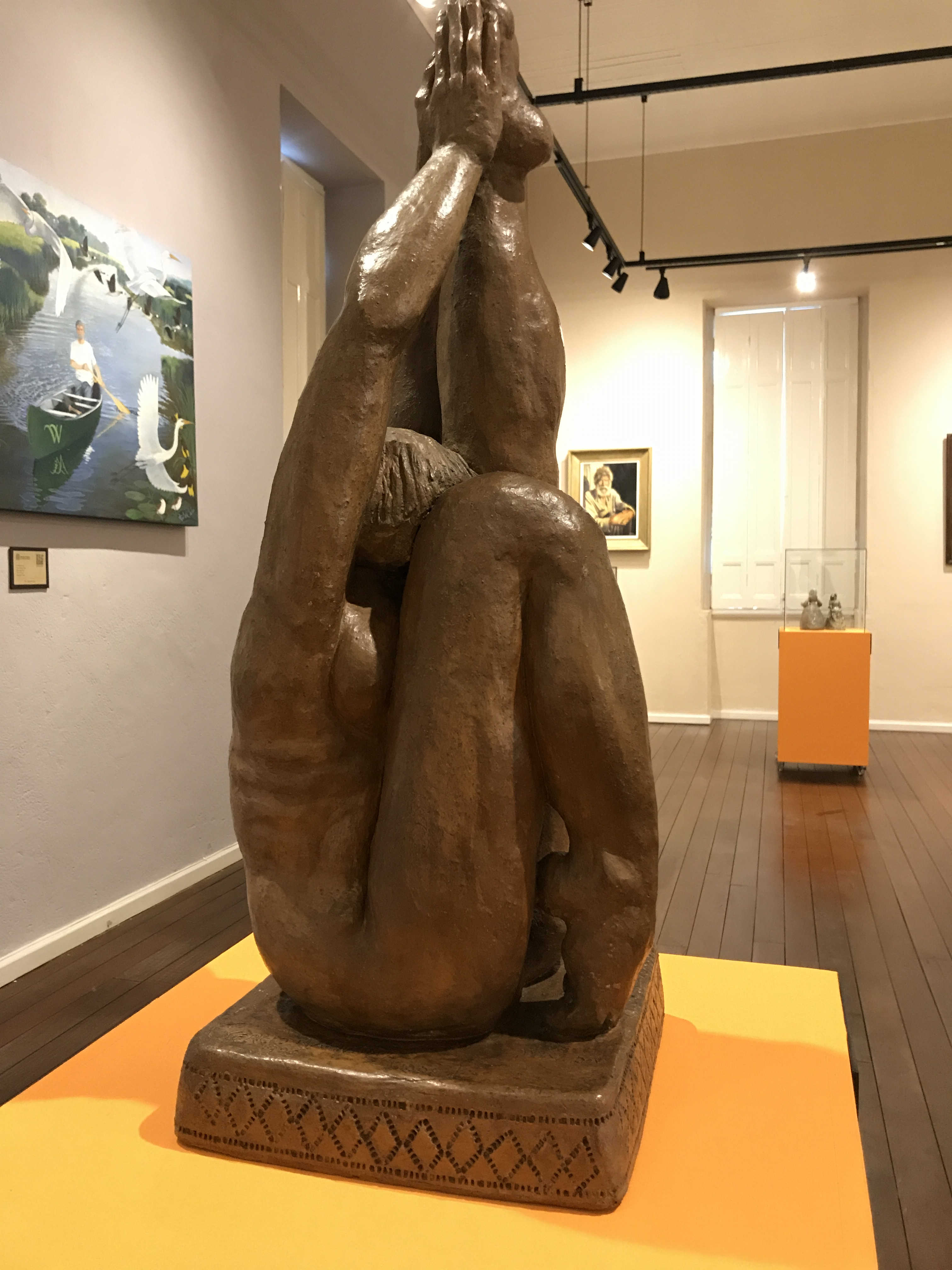
Escultura de cerâmica abiscoitada à queima, nomeada Dindin.
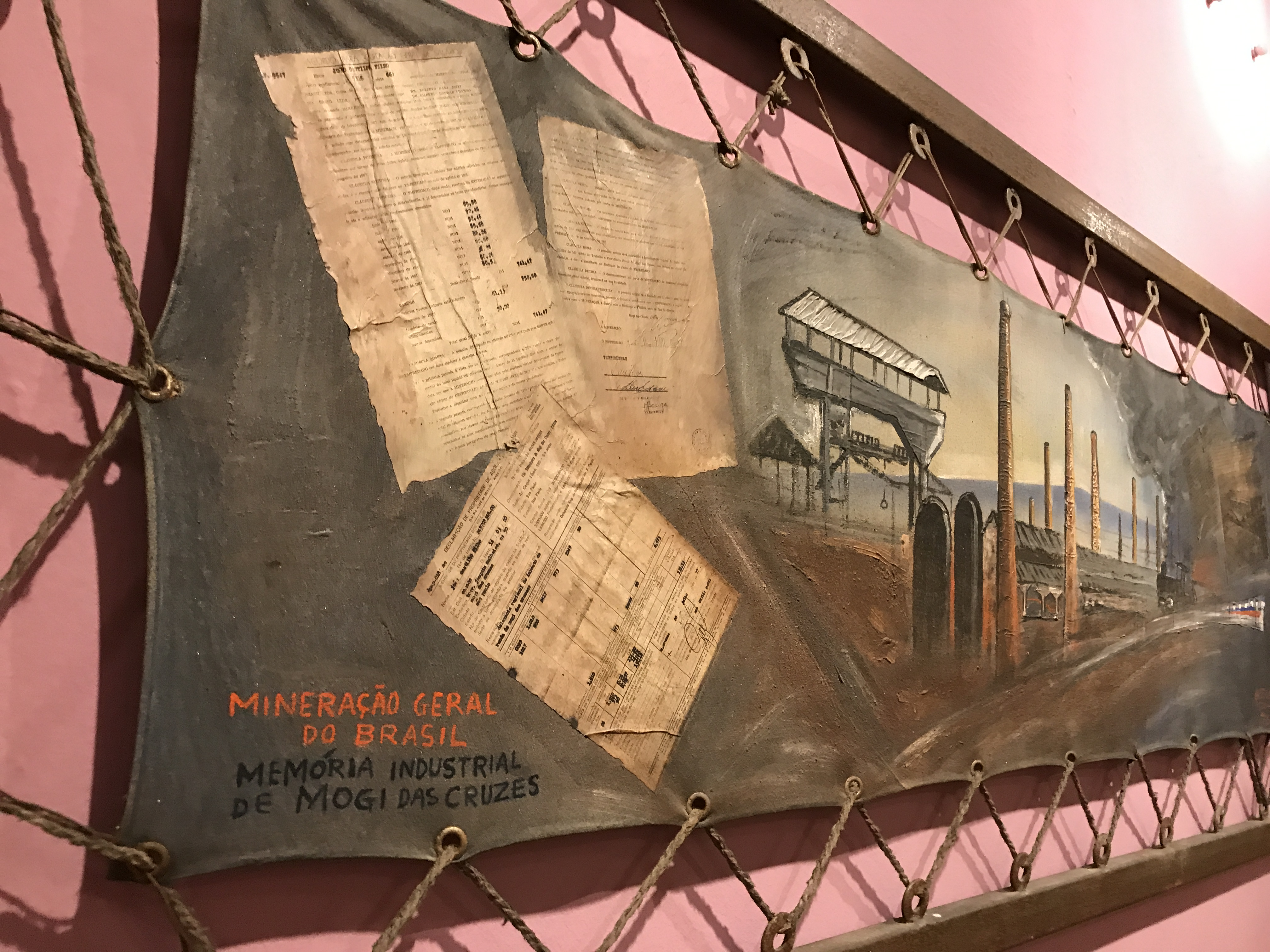
Retratação da Mineração Geral do Brasil em acrílico e pigmento sobre tela.
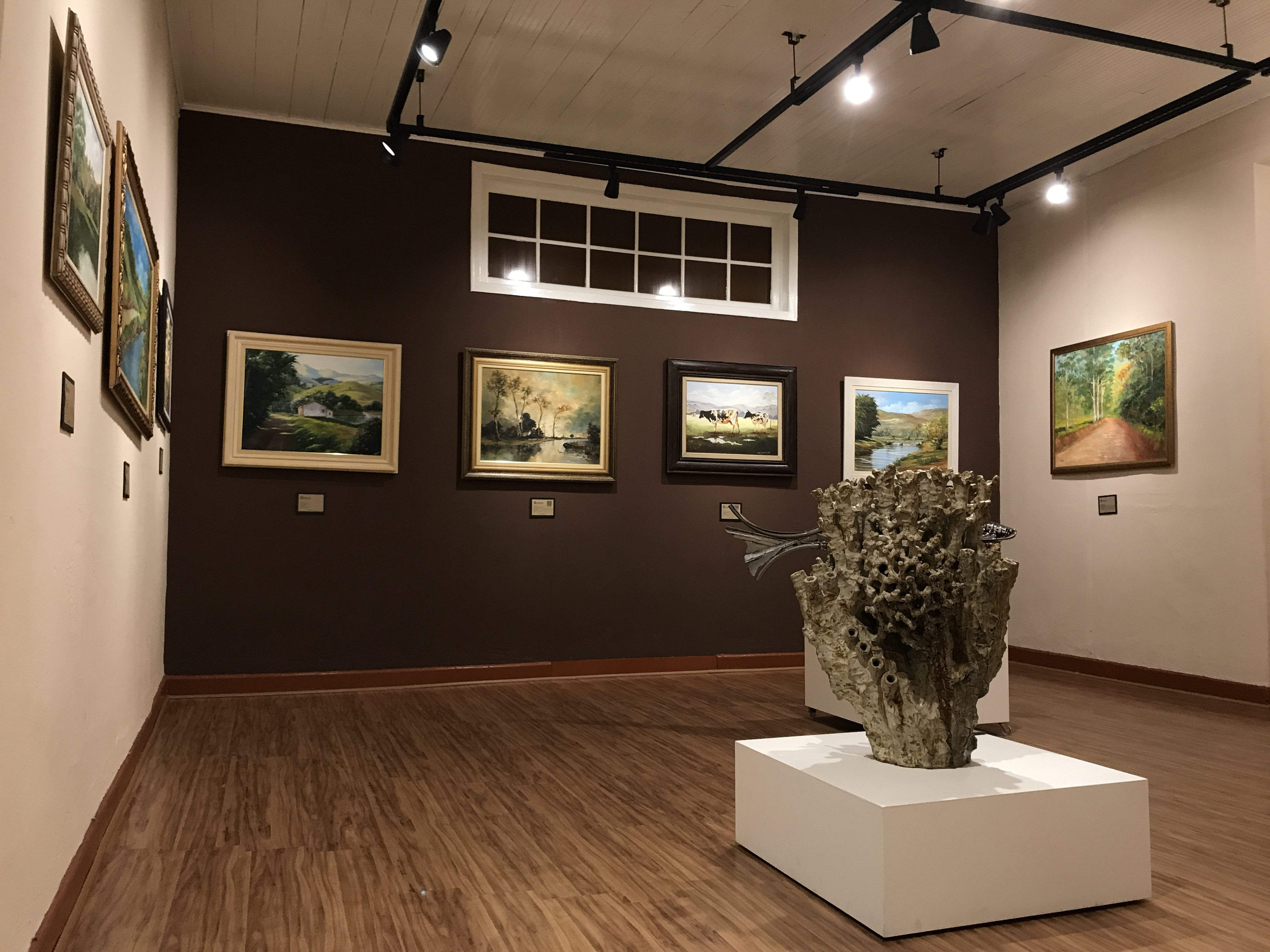
Sala onde predominam obras de arte retratando o natural.